# Jennings Franciskovic
Jennings Franciskovic (ur. 10 marca 1995 w Chicago) – amerykański siatkarz, grający na pozycji rozgrywającego. 

## Sukcesy klubowe
Superpuchar Włoch:
- 2018

## Sukcesy reprezentacyjne
Puchar Panamerykański Juniorów:
- 2015